# Badminton-Ozeanienmeisterschaft für Behinderte 2018
Die Badminton-Ozeanienmeisterschaft für Behinderte 2018 fand vom 26. bis zum 27. November 2018 in Geelong statt.

## Medaillengewinner
| Disziplin            | Gold                                     | Silber                                      | Bronze                                |
| -------------------- | ---------------------------------------- | ------------------------------------------- | ------------------------------------- |
| Herreneinzel WH1     | Richard John Davis                       | Duke Trench-Thiedeman                       | Daniel O’Neil                         |
| Herreneinzel WH2     | Grant Manzoney                           | Richard Joseph Engles                       | Benjamin Hasselman                    |
| Herreneinzel SL3–SL4 | Corrie Keith Robinson                    | Phonexay Kinnavong                          | Guy Harrison                          |
| Herreneinzel SH6     | Luke Missen                              | Kobie Jane Donovan                          | Iosefo Rakesa                         |
| Herrendoppel WH1–WH2 | Richard John Davis Grant Manzoney        | Richard Joseph Engles Pradeep Hewavitharana | Duke Trench-Thiedeman Douglas Youlten |
| Dameneinzel SL3–SL4  | Caitlin Dransfield                       | Anu Francis                                 | Celine Aurelie Vinot                  |
| Mixed SL3–SU5        | Corrie Keith Robinson Caitlin Dransfield | Phonexay Kinnavong Anu Francis              | Hayden Bognar Celine Aurelie Vinot    |